# Fumiko Shiraga
Fumiko Shiraga (白神 典子 Shiraga Fumiko?, 5 de julio de 1967 – 13 de enero de 2017) fue una pianista japonesa, revelación en la música clásica al final de los años 90 en Alemania. 
Empezó a tocar piano a edad temprana y cuando su familia se trasladó a Alemania, empezó a estudiar formalmente, a los seis años, en Hannover. Terminó sus estudios con los profesores Friedrich Wilhelm Schnurr y Vladimir Krainev y se graduó en 1995 con los más altos honores. Desde entonces ha tenido una exitosa carrera internacional, en conciertos y grabaciones, como solista y como parte de diversas agrupaciones de cámara.
Se ha destacado en la interpretación de obras originales para piano, entre ellas las obras de Bruckner, así como de transcripciones, para conjunto de cámara de obras muy conocidas para piano y orquesta. 
Ha grabado varios conciertos para piano de Mozart, así como su Sinfonía #40, en transcripción para conjunto de cámara (piano, violín, violonchelo y flauta) del compositor austríaco Johann Nepomuk Hummel. También grabó transcripciones de los conciertos para piano 1 y 2 de Beethoven y de los dos conciertos para piano de Chopin.